# Labirinto a bracci radiali

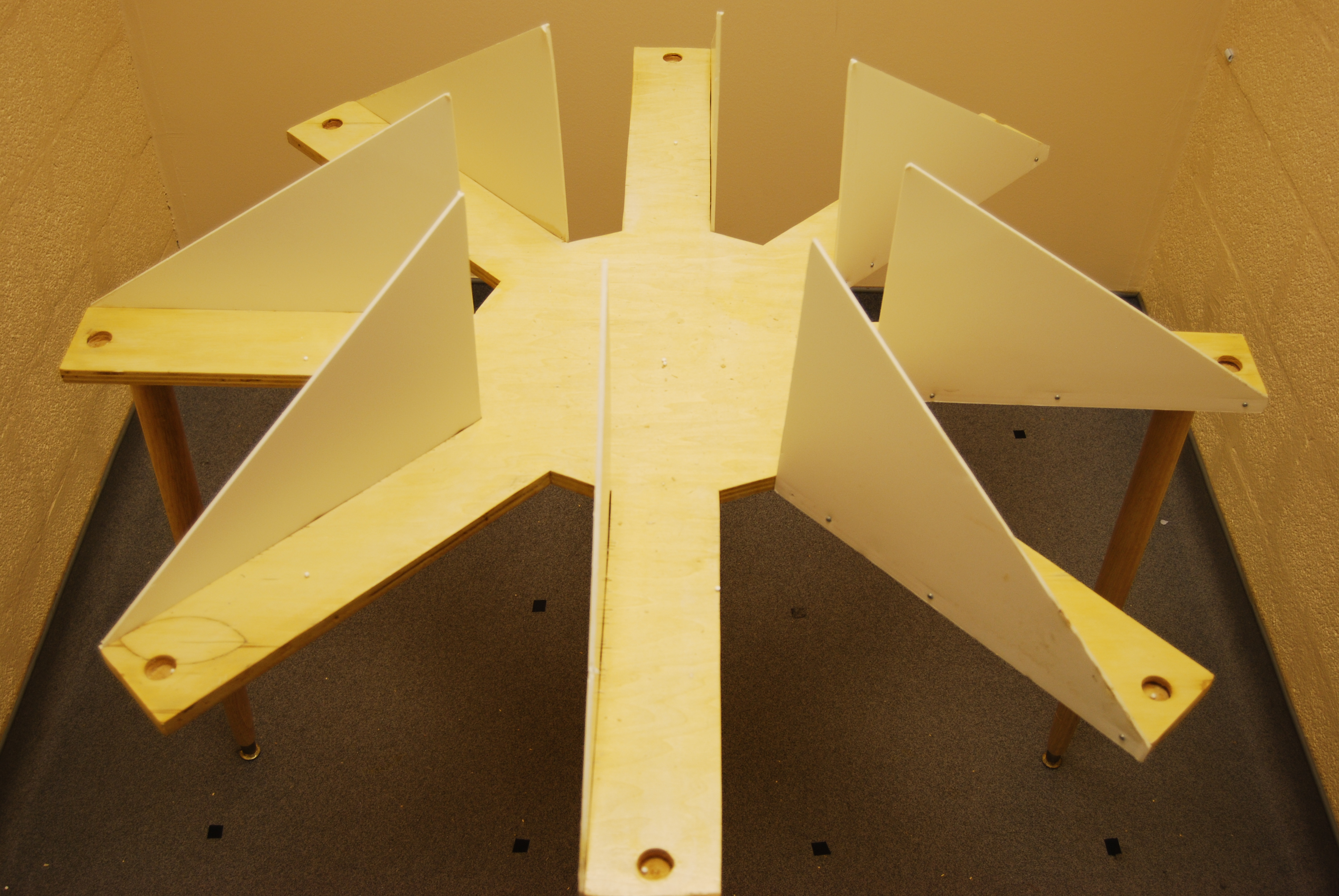
Un modello semplice di labirinto a otto bracci, con pareti laterali per evitare l'attraversamento da un braccio all'altro.

Il labirinto a bracci radiali fu progettato da Olton e Samuelson nel 1976 per misurare la memoria spaziale nei ratti da laboratorio.  La macchina originale consiste di otto braccia equidistanziate, ognuna lunga circa 120 centimetri, che si irradiano da una piccola piattaforma circolare centrale (versioni successive usavano da 3 a 48 bracci). All'estremità di ogni braccio è posizionato del cibo per il ratto, non visibile dalla piattaforma centrale.
La progettazione del labirinto assicura che, dopo aver controllato in ognuno dei bracci laterali, il ratto è sempre costretto a tornare alla piattaforma centrale prima di effettuare un'altra scelta. Il risultato è che il soggetto ha sempre otto possibili opzioni tra le quali scegliere. Vengono adottati dei particolari controlli per assicurarsi che i ratti non possano usare il proprio senso dell'olfatto per trovare il cibo.
Olton e Samuelson scoprirono che i ratti hanno un'eccellente memoria per i bracci visitati e non: in media durante l'esperimento i ratti intrapresero 7,0 nuovi bracci nelle loro prime 8 scelte, quindi l'88% delle prime 8 scelte in media conduceva al ritrovamento del cibo. La possibilità di successo tramite scelte casuali sarebbe di 5,3 nuovi bracci nelle prime 8 scelte (una percentuale del 66%). Olton e Samuelson trovarono inoltre che ruotando i bracci del labirinto in modo da far corrispondere bracci già visitati a posizioni non ancora visitate, i ratti tendevano a visitare di nuovo i bracci, mentre evitavano di visitare bracci non ancora percorsi, ma che dopo la rotazione si trovavano in posizioni già visitate. Da ciò si può inferire che i ratti nel ricordare i luoghi già visitati non fanno affidamento sui punti di riferimento interni al labirinto, bensì su punti di riferimento esterni.
Il labirinto è stato usato anche in seguito per studiare la memoria spaziale degli animali. Per esempio Olton, Collison e Werz scoprirono che la percentuale di successo nei ratti calava leggermente fino all'82% nei labirinti a 17 bracci sulle prime 17 scelte. Roberts trovò che la percentuale di successo nei ratti non subiva variazioni nell'aumentare il numero di bracci da 8 a 16 e quindi a 24. Cole e Chappell-Stephenson, usando labirinti dagli 8 ai 48 bracci, stimarono che il limite della memoria spaziale nei ratti si aggira intorno ai 24-32 bracci.
Nei ratti esistono grandi differenze nella capacità di apprendimento spaziale (valutata tramite il labirinto a bracci radiali), apparentemente correlate con le dimensioni di una particolare zona dell'ippocampo.